# جامعة بانتيون سوربون
جامعة بانتيون سوربون، واسمها الرسمي جامعة باريس الأولى (باريس 1)، جامعة فرنسية متخصصة في الاقتصاد والإدارة والآداب والعلوم الإنسانية والقانون والعلوم السياسية، يقع مقرها في حرم السوربون الجامعي، وهي كبرى جامعات فرنسا، يدرس فيها حوالي 40 ألف طالب في 14 قسم بحثي و5 معاهد تمنح الدرجات العلمية في القانون، العلوم السياسية، الاقتصاد، الإدارة، والإنسانيات.